# Jürgen Hamelmann
Jürgen Hamelmann ist ein ehemaliger deutscher Automobilrennfahrer.

## Karriere
Jürgen Hamelmann startete seine Rennfahrerlaufbahn 1980 in der Deutschen Rennsport-Meisterschaft (DRM). Dort fuhr er eine Saison mit einem Ford Escort RS 2000 in der 2. Division. Ein Jahr später wechselte er auf einen Ford Capri Turbo, mit dem er mit dem 6. Platz in der DRM-Saison seinen größten Erfolg im Motorsport feierte. 1982, nach der Änderung des DRM-Reglements auf Gruppe-C-Fahrzeuge, fuhr er seine letzte DRM-Saison in einem URD C81.
Hamelmann bestritt 1982 und 1983 auch einige Rennen in der Sportwagen-Weltmeisterschaft. Dort erreichte er in einem Porsche 930 beim 1000-km-Rennen auf dem Nürburgring 1983 zusammen mit Edgar Dören und Helmut Gall mit dem 7. Rang und Klassensieg in der Gruppe B seine beste Platzierung in der Markenweltmeisterschaft.
Von 1983 bis 1986 fuhr er mit verschiedenen Rennwagen in der Tourenwagen-Europameisterschaft. Angefangen mit einem Ford Escort RS 1600i in der 1. Division, über einen BMW 635 CSi in der 3. Division, bis zuletzt zum BMW 325i, mit dem er 1986 in den Divisionen 3 und 2 startete, konnte er mehrere Top-Ten- und Top-Zwanzig-Platzierungen für sich verzeichnen.
Sein letztes Rennen fuhr er 1987 im BMW M3 beim 24-Stunden-Rennen von Spa-Francorchamps in der Tourenwagen-Weltmeisterschaft.